# 亞美尼亞禮天主教會

亞美尼亞禮天主教會的紋章

亞美尼亞禮天主教會（羅馬化：Hay Kat′oġikē Ekeġec′i）是東儀天主教會的成員之一，為亞美尼亞禮儀式傳統的一個分支。該教會完全與聖座共融，換句話說他們承認教宗的領袖地位。以歷史而言他們是自亞美尼亞使徒教會中分離並改宗天主教會的支派，該禮儀可追溯至安提約基亞禮和拜占庭禮。其領袖為亞美尼亞禮天主教基里基雅宗主教，現任宗主教為辣法耳·伯多祿二十一世。
自1749年起，他們的總部與宗主教教座就設於黎巴嫩的布祖马尔。其發祥地為亞美尼亞，也隨著亞美尼亞人在世界各地的移民分布於俄羅斯、伊拉克、格魯吉亞、法國、美國等地。 

## 歷史

### 東西方教會接觸
亞美尼亞禮天主教會最初的信徒是來自亞美尼亞使徒教會，在西元451年的迦克墩公會議後，由於倡導基督的人性已經融入神性中的一性派，有異於支持基督神性與人性並存的主流教會，因此而分離的教會團體，他們也被亞美尼亞王國奉為國教。直至王國不存，亞美尼亞使徒教會依然保有自己的聖統制度。
12世紀，由於第一次十字軍東征需要經過奇里乞亞亞美尼亞王國，才能夠前往聖地。因此，十字軍和亞美尼亞國王在1198年達成結盟，這也使得奇里乞亞的亞美尼亞使徒教會和天主教會產生交流。但這個交流並不擴及奇里乞亞以外的亞美尼亞使徒教會。而當韃靼人在1375年征服了奇里乞亞後也結束了。

### 教會成立
雖然如此，天主教的傳教士，大多為方濟會和道明會會士，依然陸陸續續到達亞美尼亞地區傳教。1740年，一個改宗天主教的亞美尼亞使徒教會主教亞伯拉罕·亞德維安被選為領導改宗者的亞美尼亞禮西利西亞宗主教。他並選擇「伯鐸」為其稱號，因而被稱作亞伯拉罕·伯鐸一世·亞德維安（亞美尼亞語： Աբրահամ Պետրոս Ա. Արծիւեան，Abraham Petros I Ardzivian，1737年–1749年）。在此之後的宗主教都繼承了「伯鐸」這個稱號。不久之後，時任教宗本篤十四世正式認可亞美尼亞禮天主教會的成立。並在黎巴嫩建立宗主教區。

### 鄂圖曼帝國統治

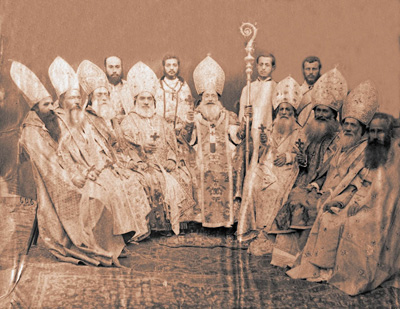
大約在1880年，在耶路撒冷的主教會議（注意：在中間有羅馬披帶的是總主教）

鄂圖曼帝國實行了將其治理下的各非伊斯蘭教遜尼派的亞伯拉罕系宗教信徒，按期信仰化分為各個米利特由各宗教領袖管轄的制度。然而，鄂圖曼當局卻將已經改宗的亞美尼亞禮天主教信徒劃分到亞美尼亞使徒教會君士坦丁宗主教的治理下。這導致了天主教徒們與亞美尼亞信產生衝突，甚至受到其壓迫。直到1829年，在法國的施壓下，當局才同意將亞美尼亞禮天主教會設立獨立的米利特，並由亞美尼亞禮君士坦丁堡總主教來治理。

### 教座遷移

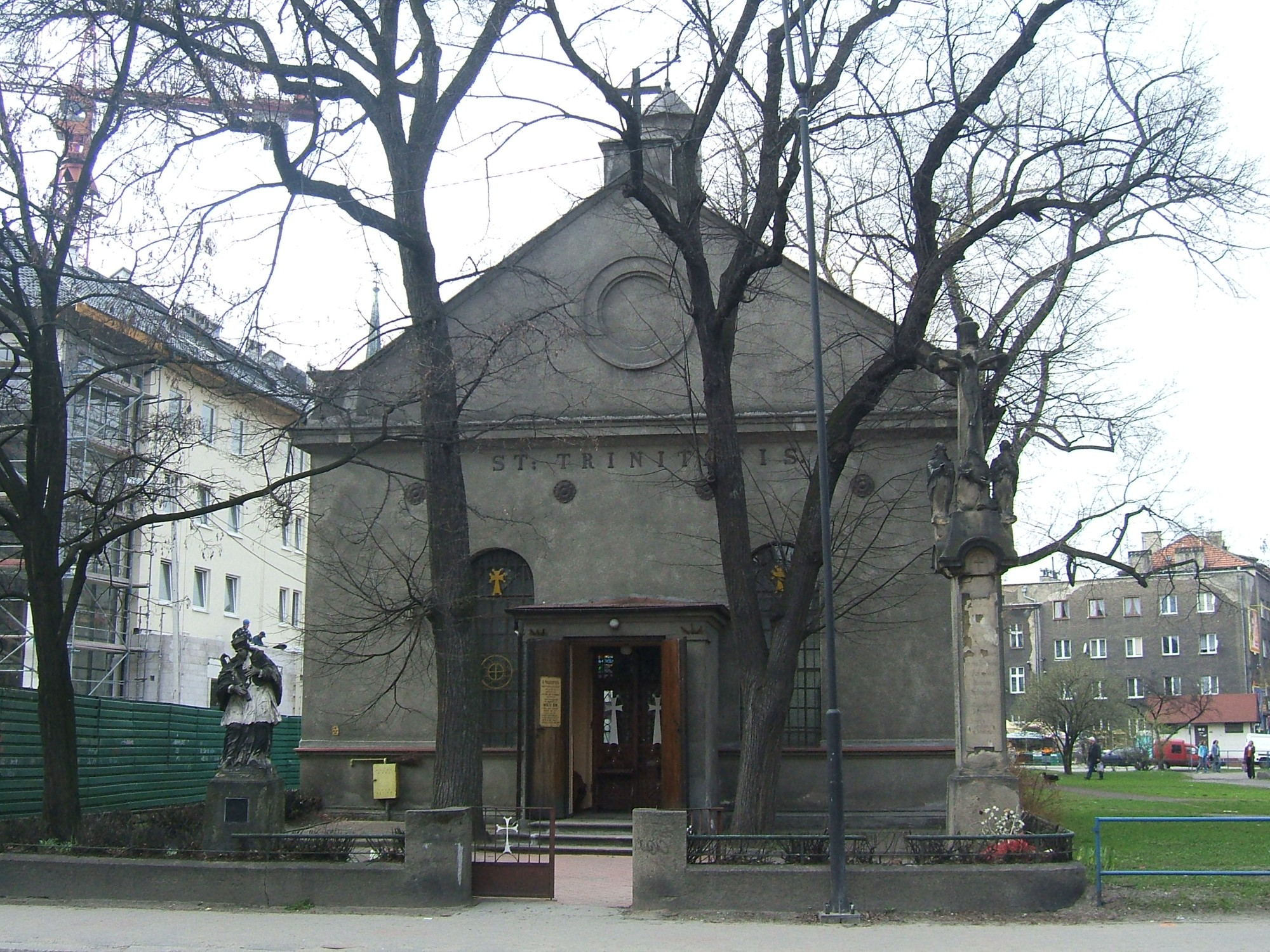
在波蘭格利維採的聖三一教堂，建於1836年至1838年

於1867年，教宗庇護九世將君士坦丁堡總教區與基里基雅宗主教區結合在一起，並將宗主教教座移到君士坦丁堡。自此，亞美尼亞禮宗主教在君士坦丁堡擁有宗教與米利特制度所容許的政治權利，而在黎巴嫩則單純擁有宗教上的權威。
一次大戰期間，在土耳其的軍事威脅以及對亞美尼亞人的殺害事件下。亞美尼亞禮天主教主教會議決定將宗主教教座遷回黎巴嫩，並將君士坦丁堡回復成總教區。
於2015年2月21日，教宗方濟各批准了聖座封聖部的決議，宣布將亞美尼亞禮天主教會尊為的聖人納雷科的聖額我略為普世教會聖師之一。2015年4月12日（救主慈悲主日），在紀念亞美尼亞種族大屠殺發生一百周年的彌撒中，教宗方濟各正式將他冊封爲教會聖師。

## 現況

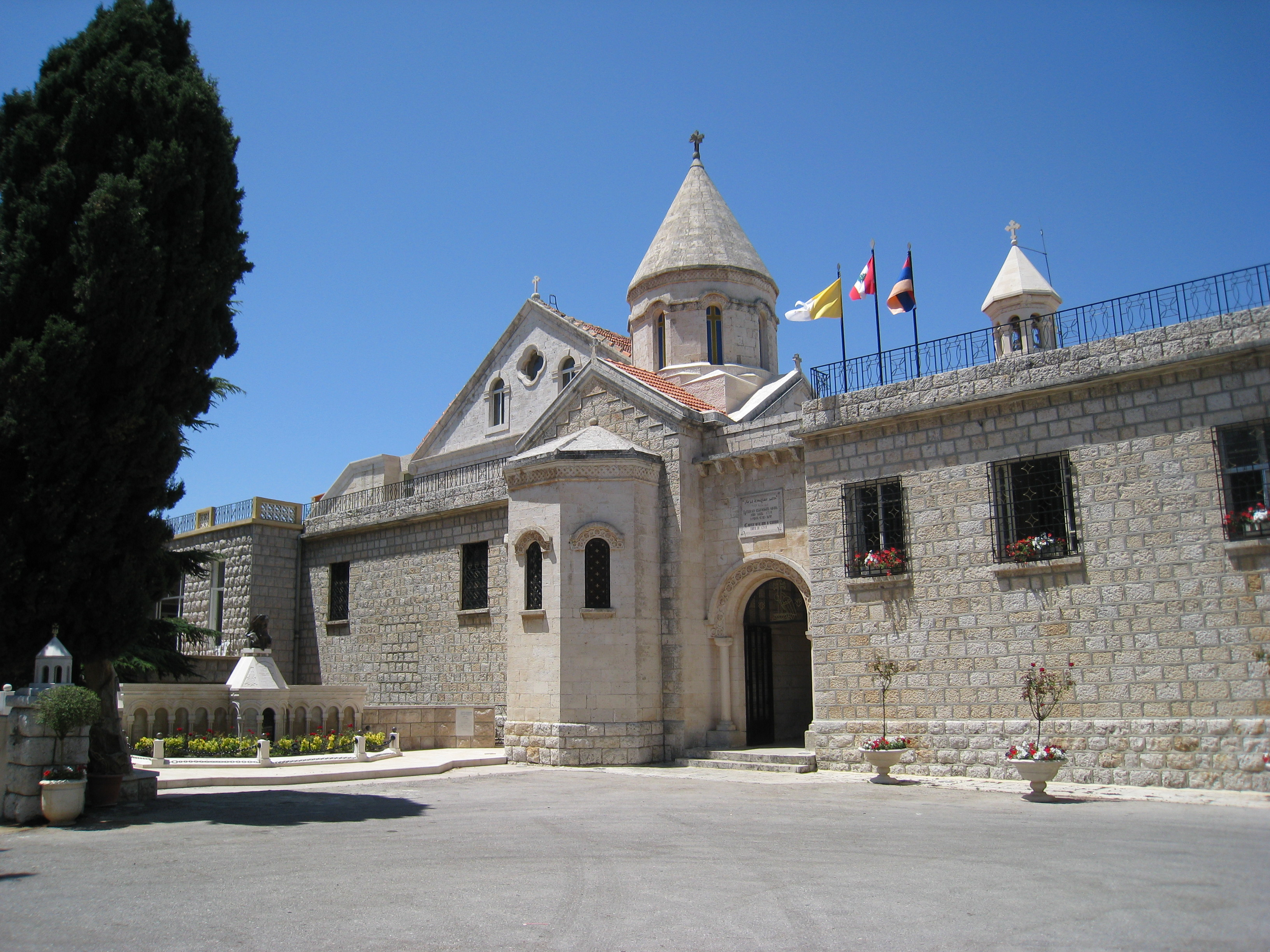
在黎巴嫩伯總馬的宗主教教座

現在，亞美尼亞禮天主教會教座位於黎巴嫩伯總馬的聖厄里亞聖額我略啟蒙者座堂。在全球設立一個宗主教區、一個都主教區、4個總教區、6個教區、2個宗主教代牧區、一個宗座代牧區和3個東儀禮教長區。教會由亞美尼亞禮奇里乞亞宗主教帶領17位主教，有800,000名信徒。現在教會主要使用亞美尼亞語，作為在禮儀中的主要語言。

## 教區
- 亞美尼亞禮天主教基里基雅宗主教區
  - 亞美尼亞禮天主教貝魯特總教區
    - 亞美尼亞禮天主教亞歷山大教區
    - 亞美尼亞禮天主教伊斯法罕教區
    - 亞美尼亞禮天主教卡米什利教區

### 敘利亞
- 亞美尼亞禮天主教阿勒頗總教區

### 伊拉克

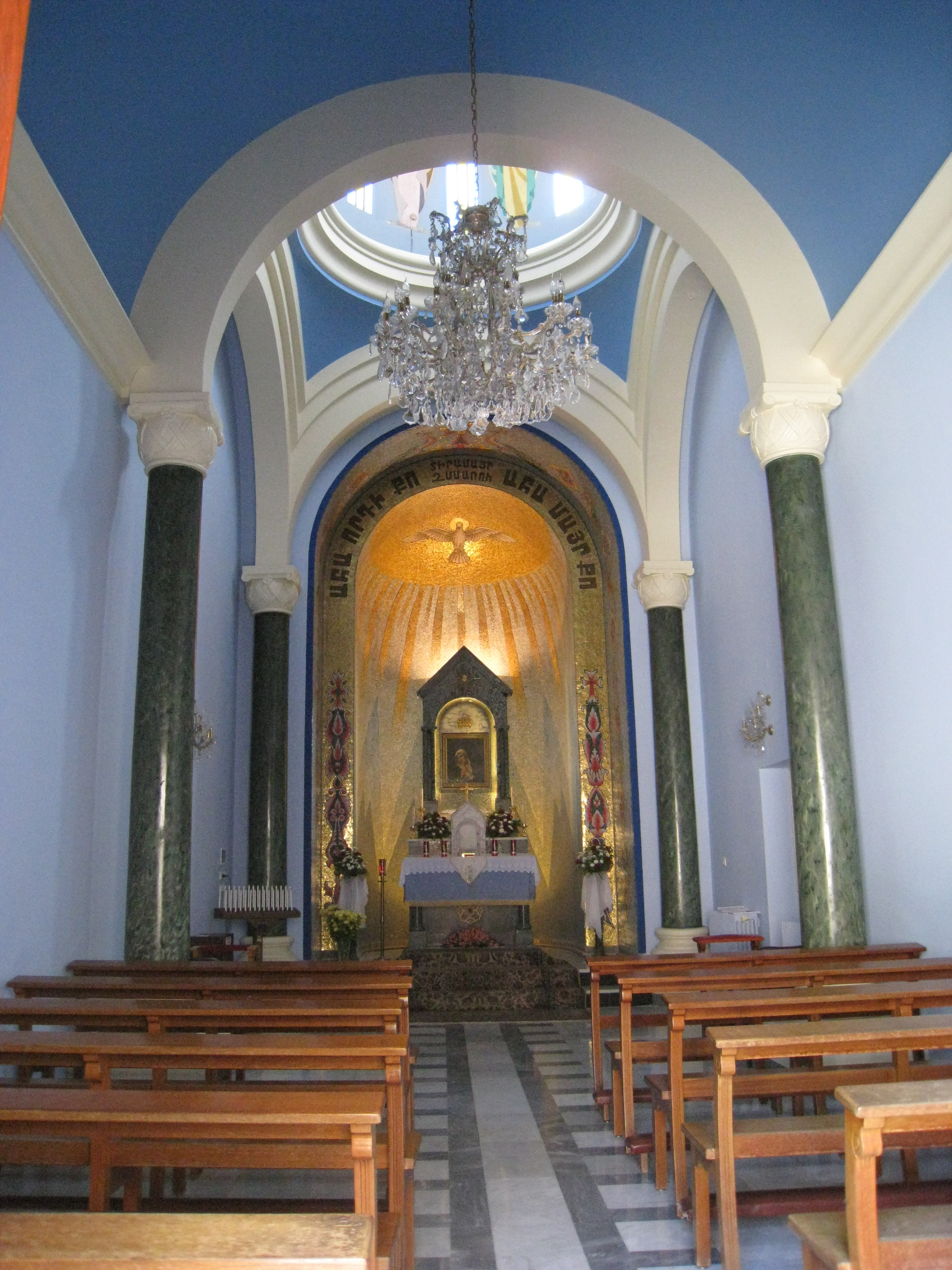
聖母升天教堂內部

- 亞美尼亞禮天主教巴格達總教區

### 土耳其
- 亞美尼亞禮天主教君士坦丁堡總教區

### 烏克蘭
- 亞美尼亞禮天主教利沃夫總教區

### 法國
- 亞美尼亞禮天主教巴黎聖十字教區

### 美國及加拿大
- 亞美尼亞禮天主教紐約納萊克聖母教區

### 阿根廷
- 亞美尼亞禮天主教布宜諾斯艾利斯納萊克的聖額我略教區

### 拉丁美洲及墨西哥
- 亞美尼亞禮天主教拉丁美洲暨墨西哥宗座代牧區

### 東儀禮教長區
- 亞美尼亞禮天主教東歐教長區
- 亞美尼亞禮天主教羅馬尼亞教長區
- 亞美尼亞禮天主教希臘教長區
- 亞美尼亞禮天主教波蘭教長區

### 宗主教代牧區
- 亞美尼亞禮天主教大馬士革宗主教代牧區
- 亞美尼亞禮天主教耶路撒冷暨安曼宗主教代牧區

### 統計
| 教區                                               | 1990年       | 2000年  | 2009年  |
| -------------------------------------------------- | ------------ | ------- | ------- |
| 亞美尼亞禮天主教貝魯特總教區                       | 15,000       | 12,000  | 12,000  |
| 亞美尼亞禮天主教伊斯法罕教區                       | 2,200        | 2,200   | 10,000  |
| 亞美尼亞禮天主教巴格達總教區                       | 2,200        | 2,000   | 2,000   |
| 亞美尼亞禮天主教亞歷山大教區                       | 1,500        | 1,287   | 6,000   |
| 亞美尼亞禮天主教阿勒頗總教區                       | 15,000       | 17,000  | 17,500  |
| 亞美尼亞禮天主教卡米什利教區                       | 4,300        | 4,000   | 4,000   |
| 亞美尼亞禮天主教大馬士革宗主教代牧區               | 9,000        | 8,000   | 6,500   |
| 亞美尼亞禮天主教君士坦丁堡總教區                   | 3,700        | 3,680   | 3,650   |
| 亞美尼亞禮天主教耶路撒冷暨安曼宗主教代牧區         | NA           | 280     | 800     |
| 亞美尼亞禮天主教利沃夫總教區                       | NA           | NA      | 0       |
| 亞美尼亞禮天主教巴黎聖十字教區                     | 30,000       | 30,000  | 30,000  |
| 亞美尼亞禮天主教希臘教長區                         | 650          | 600     | 350     |
| 亞美尼亞禮天主教拉丁美洲暨墨西哥宗座代牧區         | 30,000       | 12,000  | 12,000  |
| 亞美尼亞禮天主教布宜諾斯艾利斯納萊克的聖額我略教區 | 於1989年成立 | 16,000  | 16,000  |
| 亞美尼亞禮天主教羅馬尼亞教長區                     | NA           | 1,000   | 806     |
| 亞美尼亞禮天主教紐約納萊克聖母教區                 | 34,000       | 36,000  | 36,000  |
| 亞美尼亞禮天主教東歐教長區                         | 於1991年成立 | 220,000 | 490,000 |
| 總數                                               | 142,853      | 362,047 | 700,806 |

## 外部連結
- 亞美尼亞禮天主教會（页面存档备份，存于）
- 亞美尼亞禮天主教美國和加拿大教區
- 亞美尼亞禮天主教澳大利亞社區 （页面存档备份，存于）
- 黎巴嫩亞美尼亞禮天主教教會
- Armeniapedia – 亞美尼亞禮天主教會 （页面存档备份，存于）
- 天主教會